# Ceraeochrysa tauberae
Ceraeochrysa tauberae är en insektsart som beskrevs av Penny 1997. Ceraeochrysa tauberae ingår i släktet Ceraeochrysa och familjen guldögonsländor. Inga underarter finns listade i Catalogue of Life.